# 钳川县
钳川县，中国古县名。
西魏废帝二年（553年）置，治所在今四川省九寨沟县西北。因山而得名。属尚安郡。隋朝开皇三年（583年），属邓州。七年改属扶州。唐朝因之，唐朝末年废。